# Championnats du monde de ski nordique 2017
Navigation
Falun 2015 Seefeld 2019
Les championnats du monde de ski nordique 2017 sont la 51e édition des championnats du monde de ski nordique, organisés dans la ville finlandaise de Lahti, du 22 février au 5 mars 2017.
C'est la septième fois qu'ils s'y déroulent, après 1926, 1938, 1958, 1978, 1989 et 2001.

## Désignation
Lahti a été désignée lors du 48e congrès de la Fédération internationale de ski (FIS) à Kangwonland (Corée du Sud) en mai 2012. Elle était en concurrence avec Oberstdorf (Allemagne), Planica (Slovénie) et Zakopane (Pologne). Elle a devancé Planica au troisième tour du vote, avec 12 voix contre 3.

## Sites

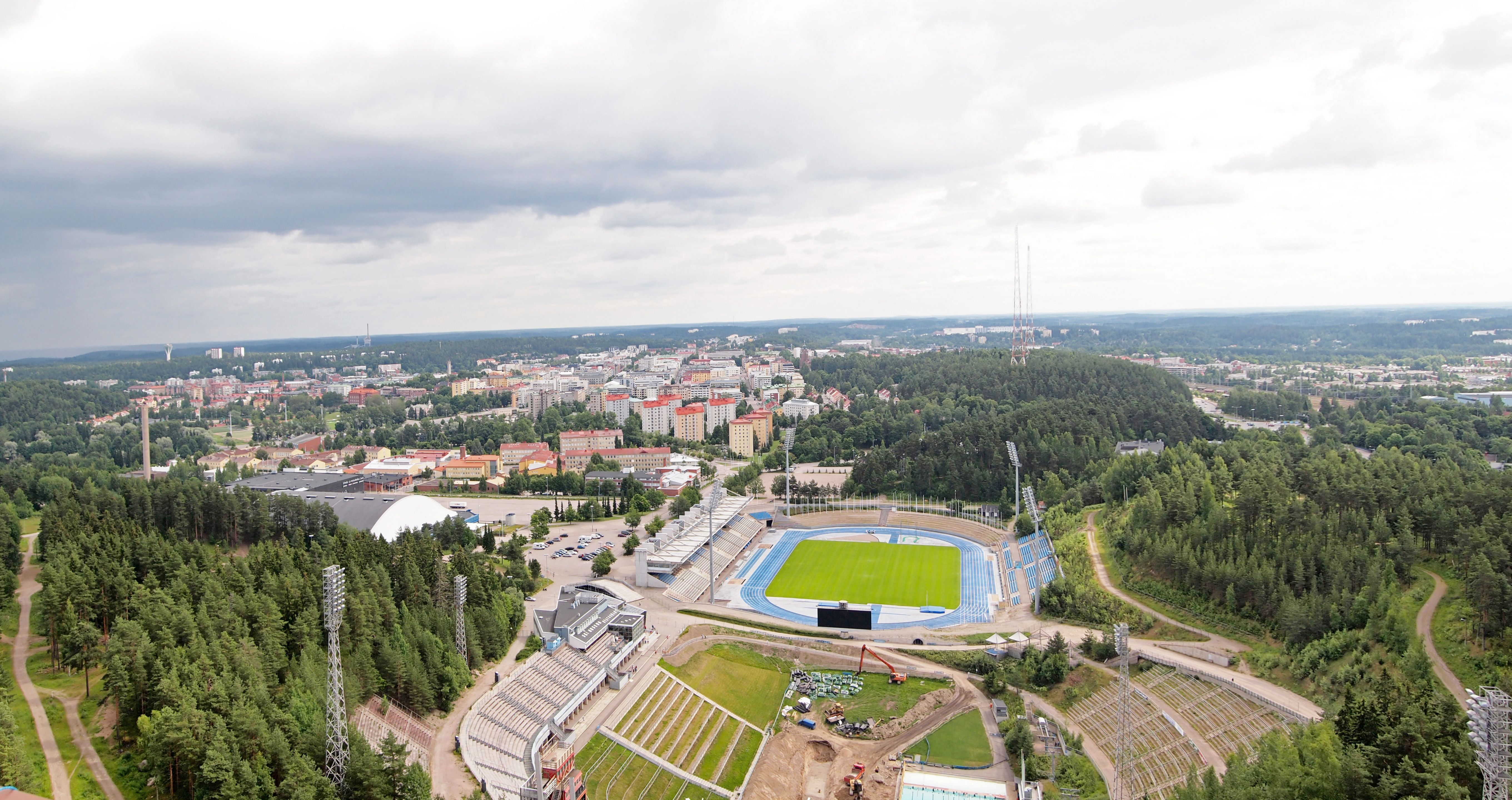
Stade de Lahti

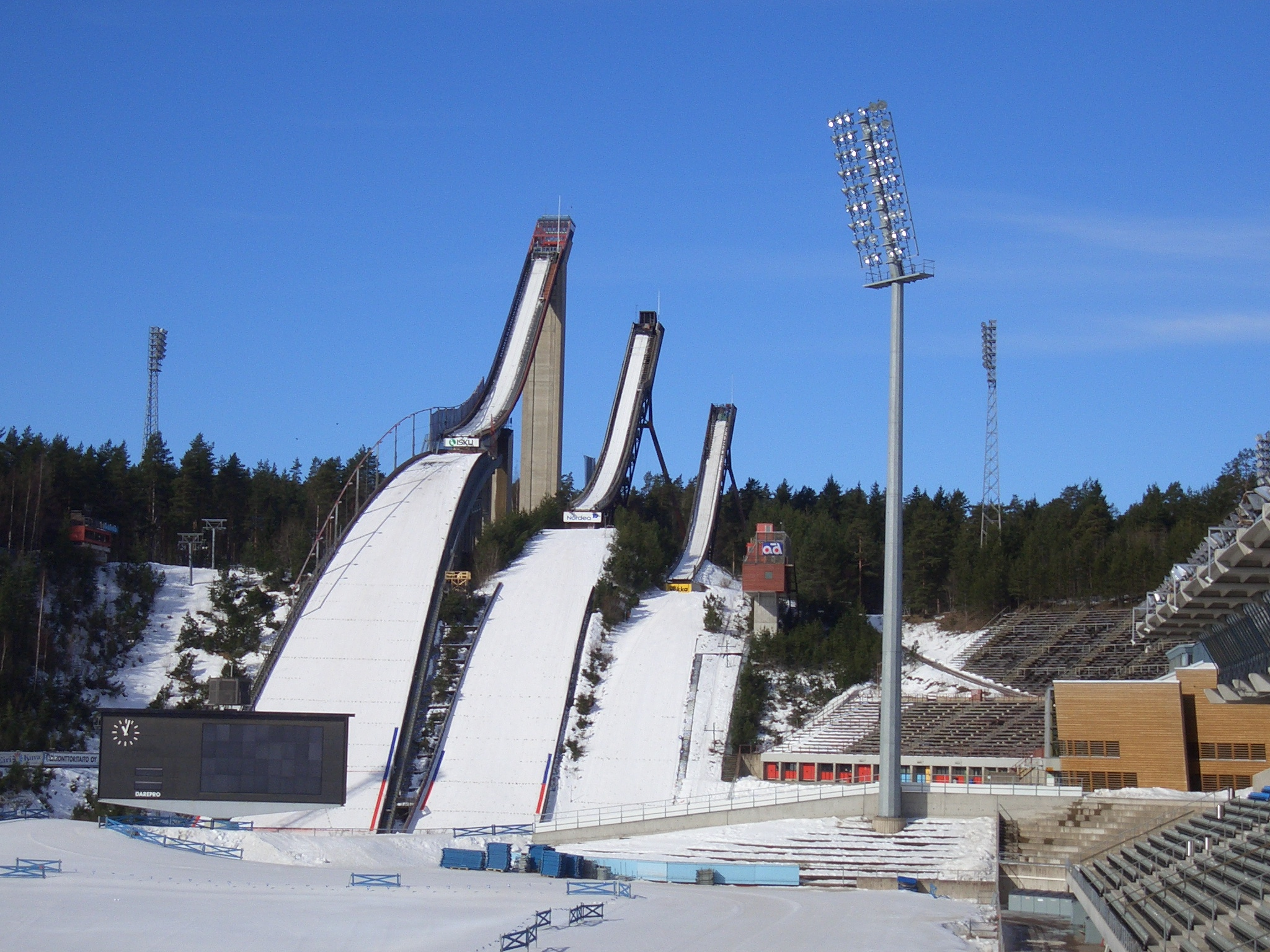
Tremplins de Lahti

- Ces championnats du monde se déroulent dans l'ouest de la ville, au complexe de sport de Lahti qui peut accueillir jusqu'à 60 000 personnes.
- Les tremplins de Salpausselkä (un grand tremplin HS 130 et un petit tremplin HS 100) datent de 1977. Ils reçoivent tous les ans des épreuves de coupe du monde de saut à ski et coupe du monde de combiné nordique.
- Le stade de ski de fond « Lahden Stadion » est situé à quelques mètres des tremplins. Il accueille également de nombreuses épreuves tous les ans dont des épreuves de la coupe du monde de ski de fond et de la coupe du monde de combiné nordique.

## Calendrier[1]
|  | Qualification |  | Course |

| Horaire local de l'épreuve (UTC +2) |

| Évènements                                              | Évènements                           | Évènements                           | Calendrier      | Calendrier | Calendrier      | Calendrier | Calendrier | Calendrier      | Calendrier | Calendrier      | Calendrier | Calendrier | Calendrier | Calendrier |
| Évènements                                              | Évènements                           | Évènements                           | M               | J          | V               | S          | D          | L               | M          | M               | J          | V          | S          | D          |
| Évènements                                              | Évènements                           | Évènements                           | 22              | 23         | 24              | 25         | 26         | 27              | 28         | 1er             | 2          | 3          | 4          | 5          |
| Évènements                                              | Évènements                           | Évènements                           | Février         | Février    | Février         | Février    | Février    | Février         | Février    | Mars            | Mars       | Mars       | Mars       | Mars       |
| Cérémonies d'ouverture et de clôture                    | Cérémonies d'ouverture et de clôture | Cérémonies d'ouverture et de clôture | 19 h 00         |            |                 |            |            |                 |            |                 |            |            |            | 17 h 35    |
|                                                         |                                      |                                      |                 |            |                 |            |            |                 |            |                 |            |            |            |            |
| S k i d e f o n d                                       |                                      |                                      |                 |            |                 |            |            |                 |            |                 |            |            |            |            |
| Hommes                                                  |                                      |                                      |                 |            |                 |            |            |                 |            |                 |            |            |            |            |
| Sprint Libre                                            |                                      | 15 h 00                              |                 |            |                 |            |            |                 |            |                 |            |            |            |            |
| Sprint Libre                                            | 17 h 30                              |                                      |                 |            |                 |            |            |                 |            |                 |            |            |            |            |
| Sprint par équipes Classique                            |                                      |                                      |                 |            | 11 h 30         |            |            |                 |            |                 |            |            |            |            |
| Sprint par équipes Classique                            | 13 h 30                              |                                      |                 |            |                 |            |            |                 |            |                 |            |            |            |            |
| Relais 4 × 10 km Classique et libre                     |                                      |                                      |                 |            |                 |            |            |                 |            | 13 h 30         |            |            |            |            |
| 15 km Classique                                         | 15 h 30                              |                                      |                 |            |                 |            |            | 13 h 45         |            |                 |            |            |            |            |
| 30 km skiathlon 15 km classique + 15 km libre           |                                      |                                      |                 | 14 h 30    |                 |            |            |                 |            |                 |            |            |            |            |
| 50 km départ en ligne Libre                             |                                      |                                      |                 |            |                 |            |            |                 |            |                 |            | 14 h 30    |            |            |
| Femmes                                                  |                                      |                                      |                 |            |                 |            |            |                 |            |                 |            |            |            |            |
| Sprint Libre                                            |                                      | 15 h 00                              |                 |            |                 |            |            |                 |            |                 |            |            |            |            |
| Sprint Libre                                            | 17 h 30                              |                                      |                 |            |                 |            |            |                 |            |                 |            |            |            |            |
| Sprint par équipes Classique                            |                                      |                                      |                 |            | 11 h 30         |            |            |                 |            |                 |            |            |            |            |
| Sprint par équipes Classique                            | 13 h 30                              |                                      |                 |            |                 |            |            |                 |            |                 |            |            |            |            |
| Relais 4 × 5 km Classique et libre                      |                                      |                                      |                 |            |                 |            |            |                 | 15 h 00    |                 |            |            |            |            |
| 10 km Classique                                         | 14 h 00                              |                                      |                 |            |                 |            | 13 h 45    |                 |            |                 |            |            |            |            |
| 15 km skiathlon 7,5 km classique + 7,5 km libre         |                                      |                                      |                 | 12 h 00    |                 |            |            |                 |            |                 |            |            |            |            |
| 30 km départ en ligne Libre                             |                                      |                                      |                 |            |                 |            |            |                 |            |                 | 14 h 30    |            |            |            |
|                                                         |                                      |                                      |                 |            |                 |            |            |                 |            |                 |            |            |            |            |
| S a u t à s k i                                         |                                      |                                      |                 |            |                 |            |            |                 |            |                 |            |            |            |            |
| Hommes                                                  |                                      |                                      |                 |            |                 |            |            |                 |            |                 |            |            |            |            |
| Individuel - Petit Tremplin HS 100                      |                                      |                                      | 14 h 30         | 17 h 30    |                 |            |            |                 |            |                 |            |            |            |            |
| Individuel - Grand Tremplin HS 130                      |                                      |                                      |                 |            |                 |            |            | 18 h 00         | 18 h 30    |                 |            |            |            |            |
| Par équipes - Grand Tremplin HS 130                     |                                      |                                      |                 |            |                 |            |            |                 |            |                 | 17 h 15    |            |            |            |
| Femmes                                                  |                                      |                                      |                 |            |                 |            |            |                 |            |                 |            |            |            |            |
| Individuel - Petit Tremplin HS 100                      |                                      | 14 h 00                              | 17 h 30         |            |                 |            |            |                 |            |                 |            |            |            |            |
| Mixte                                                   |                                      |                                      |                 |            |                 |            |            |                 |            |                 |            |            |            |            |
| Par équipes - Petit Tremplin HS 100                     |                                      |                                      |                 |            | 17 h 30         |            |            |                 |            |                 |            |            |            |            |
|                                                         |                                      |                                      |                 |            |                 |            |            |                 |            |                 |            |            |            |            |
| C o m b i n é                                           |                                      |                                      |                 |            |                 |            |            |                 |            |                 |            |            |            |            |
| Hommes                                                  |                                      |                                      |                 |            |                 |            |            |                 |            |                 |            |            |            |            |
| Individuel - Petit Tremplin HS 100 + 10 km              |                                      |                                      | 10 h 30 13 h 30 |            |                 |            |            |                 |            |                 |            |            |            |            |
| Par équipes - Petit Tremplin HS 100 + Relais 4 × 5 km   |                                      |                                      |                 |            | 12 h 00 15 h 30 |            |            |                 |            |                 |            |            |            |            |
| Individuel - Grand Tremplin HS 130 + 10 km              |                                      |                                      |                 |            |                 |            |            | 12 h 00 16 h 15 |            |                 |            |            |            |            |
| Par équipes - Grand Tremplin HS 130 + Sprint 2 × 7,5 km |                                      |                                      |                 |            |                 |            |            |                 |            | 16 h 00 18 h 15 |            |            |            |            |
|                                                         |                                      |                                      |                 |            |                 |            |            |                 |            |                 |            |            |            |            |

## Tableau des médailles
| Rang  | Nation     | Or | Argent | Bronze | Total |
| ----- | ---------- | -- | ------ | ------ | ----- |
| 1     | Norvège    | 7  | 6      | 5      | 18    |
| 2     | Allemagne  | 6  | 3      | 2      | 11    |
| 3     | Russie     | 2  | 4      | -      | 6     |
| 4     | Autriche   | 2  | 1      | 2      | 5     |
| 5     | Finlande   | 1  | 1      | 3      | 5     |
| 6     | Italie     | 1  | 1      | -      | 2     |
| 7     | Pologne    | 1  | -      | 1      | 2     |
| 8     | Canada     | 1  | -      | -      | 1     |
| 9     | Japon      | -  | 2      | 3      | 5     |
| 10    | Suède      | -  | 2      | 2      | 4     |
| 11    | États-Unis | -  | 1      | 2      | 3     |
| 12    | France     | -  | -      | 1      | 1     |
| Total | Total      | 21 | 21     | 21     | 63    |

Classement après 21 épreuves sur 21.

### Athlètes multi-médaillés
| Rang | Athlète                    | Or | Argent | Bronze | Total |
| ---- | -------------------------- | -- | ------ | ------ | ----- |
| 1    | Marit Bjørgen              | 4  | -      | -      | 4     |
| 1    | Johannes Rydzek            | 4  | -      | -      | 4     |
| 3    | Maiken Caspersen Falla     | 3  | -      | -      | 3     |
| 4    | Sergueï Oustiougov         | 2  | 3      | -      | 5     |
| 5    | Stefan Kraft               | 2  | 1      | 1      | 4     |
| 6    | Eric Frenzel               | 2  | 1      | -      | 3     |
| 6    | Heidi Weng                 | 2  | 1      | -      | 3     |
| 8    | Carina Vogt                | 2  | -      | -      | 2     |
| 9    | Martin Johnsrud Sundby     | 1  | 2      | -      | 3     |
| 9    | Andreas Wellinger          | 1  | 2      | -      | 3     |
| 11   | Federico Pellegrino        | 1  | 1      | -      | 2     |
| 12   | Astrid Uhrenholdt Jacobsen | 1  | -      | 2      | 3     |
| 13   | Niklas Dyrhaug             | 1  | -      | 1      | 2     |
| 13   | Markus Eisenbichler        | 1  | -      | 1      | 2     |
| 13   | Finn Hågen Krogh           | 1  | -      | 1      | 2     |
| 13   | Björn Kircheisen           | 1  | -      | 1      | 2     |
| 13   | Iivo Niskanen              | 1  | -      | 1      | 2     |
| 13   | Piotr Żyła                 | 1  | -      | 1      | 2     |
| 19   | Charlotte Kalla            | -  | 2      | 1      | 3     |
| 20   | Magnus Krog                | -  | 2      | -      | 2     |
| 20   | Magnus Moan                | -  | 2      | -      | 2     |
| 22   | Jessica Diggins            | -  | 1      | 1      | 2     |
| 22   | Yūki Itō                   | -  | 1      | 1      | 2     |
| 22   | Krista Pärmäkoski          | -  | 1      | 1      | 2     |
| 22   | Akito Watabe               | -  | 1      | 1      | 2     |
| 26   | Sara Takanashi             | -  | -      | 2      | 2     |

## Résultats et podiums

### Ski de fond

#### Hommes
| Épreuves                            | Or                                                                                   | Argent                                                                                   | Bronze                                                                        |
| ----------------------------------- | ------------------------------------------------------------------------------------ | ---------------------------------------------------------------------------------------- | ----------------------------------------------------------------------------- |
| Sprint Libre                        | Federico Pellegrino Italie                                                           | Sergueï Oustiougov Russie                                                                | Johannes Høsflot Klæbo Norvège                                                |
| Sprint par équipes Classique        | Russie- Nikita Kriukov - Sergueï Oustiougov                                          | Italie- Dietmar Noeckler - Federico Pellegrino                                           | Finlande- Sami Jauhojaervi - Iivo Niskanen                                    |
| Relais 4 × 10 km Classique et libre | Norvège- Didrik Tønseth - Niklas Dyrhaug - Martin Johnsrud Sundby - Finn Hågen Krogh | Russie- Andrey Larkov - Aleksandr Bessmertnykh - Aleksey Chervotkin - Sergueï Oustiougov | Suède- Daniel Richardsson - Johan Olsson - Marcus Hellner - Calle Halfvarsson |
| 15 km Classique                     | Iivo Niskanen Finlande                                                               | Martin Johnsrud Sundby Norvège                                                           | Niklas Dyrhaug Norvège                                                        |
| 30 km skiathlon 15 km C + 15 km L   | Sergueï Oustiougov Russie                                                            | Martin Johnsrud Sundby Norvège                                                           | Finn Hågen Krogh Norvège                                                      |
| 50 km départ en ligne Libre         | Alex Harvey Canada                                                                   | Sergueï Oustiougov Russie                                                                | Matti Heikkinen Finlande                                                      |

#### Femmes
| Épreuves                            | Or                                                                                        | Argent                                                              | Bronze                                                                              |
| ----------------------------------- | ----------------------------------------------------------------------------------------- | ------------------------------------------------------------------- | ----------------------------------------------------------------------------------- |
| Sprint Libre                        | Maiken Caspersen Falla Norvège                                                            | Jessica Diggins États-Unis                                          | Kikkan Randall États-Unis                                                           |
| Sprint par équipes Classique        | Norvège- Heidi Weng - Maiken Caspersen Falla                                              | Russie- Yulia Belorukova - Natalia Matveeva                         | États-Unis- Sadie Bjornsen - Jessica Diggins                                        |
| Relais 4 × 5 km Classique et libre  | Norvège- Maiken Caspersen Falla - Heidi Weng - Astrid Uhrenholdt Jacobsen - Marit Bjørgen | Suède- Anna Haag - Charlotte Kalla - Ebba Andersson - Stina Nilsson | Finlande- Aino-Kaisa Saarinen - Kerttu Niskanen - Laura Mononen - Krista Pärmäkoski |
| 10 km Classique                     | Marit Bjørgen Norvège                                                                     | Charlotte Kalla Suède                                               | Astrid Uhrenholdt Jacobsen Norvège                                                  |
| 15 km skiathlon 7,5 km C + 7,5 km L | Marit Bjørgen Norvège                                                                     | Krista Pärmäkoski Finlande                                          | Charlotte Kalla Suède                                                               |
| 30 km départ en ligne Libre         | Marit Bjørgen Norvège                                                                     | Heidi Weng Norvège                                                  | Astrid Uhrenholdt Jacobsen Norvège                                                  |

### Saut à ski

#### Hommes
| Épreuves                            | Or                                                             | Argent                                                                                  | Bronze                                                                            |
| ----------------------------------- | -------------------------------------------------------------- | --------------------------------------------------------------------------------------- | --------------------------------------------------------------------------------- |
| Individuel - Petit Tremplin HS 100  | Stefan Kraft Autriche                                          | Andreas Wellinger Allemagne                                                             | Markus Eisenbichler Allemagne                                                     |
| Individuel - Grand Tremplin HS 130  | Stefan Kraft Autriche                                          | Andreas Wellinger Allemagne                                                             | Piotr Zyla Pologne                                                                |
| Par équipes - Grand Tremplin HS 130 | Pologne- Piotr Żyła - Dawid Kubacki - Maciej Kot - Kamil Stoch | Norvège- Anders Fannemel - Johann André Forfang - Daniel-André Tande - Andreas Stjernen | Autriche- Michael Hayböck - Manuel Fettner - Gregor Schlierenzauer - Stefan Kraft |

#### Femmes
| Épreuves                           | Or                    | Argent         | Bronze               |
| ---------------------------------- | --------------------- | -------------- | -------------------- |
| Individuel - Petit Tremplin HS 100 | Carina Vogt Allemagne | Yūki Itō Japon | Sara Takanashi Japon |

#### Mixte
| Épreuves                            | Or                                                                              | Argent                                                                                         | Bronze                                                       |
| ----------------------------------- | ------------------------------------------------------------------------------- | ---------------------------------------------------------------------------------------------- | ------------------------------------------------------------ |
| Par équipes - Petit Tremplin HS 100 | Allemagne- Carina Vogt - Markus Eisenbichler - Svenja Würth - Andreas Wellinger | Autriche- Daniela Iraschko-Stolz - Michael Hayböck - Jacqueline Seifriedsberger - Stefan Kraft | Japon- Sara Takanashi - Taku Takeuchi - Yūki Itō - Daiki Itō |

### Combiné nordique
| Épreuves                                                | Or                                                                            | Argent                                                               | Bronze                                                                     |
| ------------------------------------------------------- | ----------------------------------------------------------------------------- | -------------------------------------------------------------------- | -------------------------------------------------------------------------- |
| Individuel - Petit Tremplin HS 100 + 10 km              | Johannes Rydzek Allemagne                                                     | Eric Frenzel Allemagne                                               | Björn Kircheisen Allemagne                                                 |
| Par équipes - Petit Tremplin HS 100 + Relais 4 × 5 km   | Allemagne- Björn Kircheisen - Eric Frenzel - Fabian Riessle - Johannes Rydzek | Norvège- Magnus Moan - Mikko Kokslien - Magnus Krog - Jørgen Graabak | Autriche- Bernhard Gruber - Mario Seidl - Philipp Orter - Paul Gerstgraser |
| Individuel - Grand Tremplin HS 130 + 10 km              | Johannes Rydzek Allemagne                                                     | Akito Watabe Japon                                                   | François Braud France                                                      |
| Par équipes - Grand Tremplin HS 130 + Sprint 2 × 7,5 km | Allemagne- Eric Frenzel - Johannes Rydzek                                     | Norvège- Magnus Krog - Magnus Moan                                   | Japon- Yoshito Watabe - Akito Watabe                                       |